# Lymphozytäre Choriomeningitis
Die Lymphozytäre Choriomeningitis (LCM), kurz Choriomeningitis, ist eine virale Infektionskrankheit, die vor allem bei Nagetieren vorkommt, aber auch den Menschen befallen kann. Die LCM ist damit eine Zoonose.  Der englische Begriff lymphocytic choriomeningitis  wurde vom Entdecker des LCM-Virus Charles Armstrong 1934 geprägt. Weitere Bezeichnung sind oder waren Virusmeningitis, Meningitis serosa (Quincke), gutartige aseptische Meningitis (Wallgren), akute idiopathische Virusmeningitis und gutartige mononucleäre Meningitis (Fanconi).

## Erreger
Der Erreger ist das Lymphozytäre-Choriomeningitis-Virus (LCMV), ein negativ-Einzelstrang-RNA-Virus der Gattung Mammarenavirus, Familie Arenaviridae (Gruppe V, (−)ssRNA). Hauptreservoir sind Mäuse, darüber hinaus kann das Virus auch bei Hamstern, Meerschweinchen und Krallenaffen auftreten. Für die Epidemiologie der Erkrankung des Menschen sind insbesondere Goldhamster von Bedeutung. Infektionen durch Mäuse oder Meerschweinchen sind bislang nicht bekannt geworden.
Der Erreger wird über den Kot, Urin, Speichel und die Tränenflüssigkeit vor allem in den ersten drei Lebensmonaten ausgeschieden. Die Infektion des Menschen erfolgt durch Aufnahme virusbelasteter Partikel über den Mund und die Atemwege sowie durch direkten Tierkontakt oder Bisse.

## Erkrankung bei Nagetieren
Bei Nagetieren verläuft die Erkrankung zumeist symptomlos und tritt ausschließlich bei Jungtieren auf. Die Morbidität beträgt etwa 20 %, die Mortalität nur 2 %. Gelegentlich können Allgemeinstörungen (struppiges Fell, Abmagerung, Konjunktivitis) sowie selten zentralnervöse Symptome (Muskelzittern, Lähmungen, Krämpfe) auftreten.
Der Nachweis kann über einen serologischen Antikörpernachweis (ELISA, IFT) erfolgen. Eine Therapie ist nicht üblich. Durch regelmäßige serologische Untersuchungen der größeren Nagetierzuchten ist die Erkrankung insgesamt seltener geworden.

## Erkrankung bei Krallenaffen
Bei Krallenaffen verursacht das Virus die sogenannte Callitrichiden-Hepatitis, die durch Lebernekrosen mit intracytoplasmatischen Einschlusskörperchen gekennzeichnet ist. Die Erkrankung kann auch auf andere Organsysteme übergreifen.

## Erkrankung des Menschen
In Deutschland haben etwa 3 % der Bevölkerung Antikörper gegen das LCM-Virus, wobei bei Haltern von Nagetieren keine höheren Infektionsraten auftreten. Die Erkrankung verläuft zumeist mit grippalen Symptomen. Bei längerer Erkrankung kann eine Meningitis entstehen. Die Mortalität beträgt 1–2 %. Bei Infektion in der zweiten Schwangerschaftshälfte kann ein Übergang des Virus über die Plazenta auf den Fötus erfolgen. Dies kann zu einer Fehlgeburt oder zu Missbildungen (Hydrocephalus) oder Augenerkrankungen (Uveitis) des Neugeborenen führen.
Auch ein 2008 in Australien aufgetauchtes Virus scheint mit LCMV verwandt zu sein. Ein Organspender war unerkannt mit diesem neuen Virus infiziert, mit der fatalen Folge, dass alle drei Empfänger von Organen dieses Spenders an der Viruserkrankung starben.